# Торино-Милански часослов
Торино-Миланския часослов, първоначално носещ название „Прекрасен часослов на Богородица“ (на френски: Tres Belles Heures de Notre Dame), е илюстрован ръкопис от края XIV – началото XV век.

## История на създаването
Работата над часослова е започната приблизително през 1380 или 1390 години. Възможно е часословът да е поръчан от херцог Жан дьо Бери, комуто принадлежи към 1413 година. В инвентара на херцога, часословът е описан като „…прекрасен часослов на нашата Дева Мария, написан с изящни големи букви“.
Първият художник, работещ над манускрипта, е наречен от изкуствоведа М. Мис според главното свое произведение Майстор на Нарбонския фриз – олтарен антепендиум, в сегашно време са намира в Лувъра. След някакво прекъсване, работата над оформлението на часослова продължава през 1405 година. Но през 1413 година, часословът не е завършен. Херцог дьо Бери подарява манускрипта на своя касиер и библиотекар Робин д’Етамп, който го разделя на отделни фрагменти, съхранявайки за себе си голямата част от книгата с илюстрации. Тя остава в семейство д’Етамп до XVIII век, след това я владеят почти в течение на сто години семейство Ротшилд, а от 1956 година тя се намира в Националната библиотека в Париж. Тази част от часослова се състои от 126 листа с 25 миниатюри, последните създадени около 1409 година, три от тях приписват на четката на братя Лимбург.

## Миниатюри и декор
Размерът на страниците съставлява приблизително 234×203 мм. Почти всички илюстрирани страници съдържат голяма миниатюра, и разположени под нея (четири реда) и още по-долу – малка миниатюра, назовавана (на френски: bas-de-page). Често малката миниатюра изобразява сцена от съвременния живот тематично свързана с главното изображение на страницата. Текстовото поле е украсено с инициал (квадрат, в който е вписана малка сюжетна картинка). С неголеми изключения илюстрациите са обрамчени със стилизирани листи, типични за декорирането през началото на XIV век. На страниците, работата над които е извършвана в по-ранен етап, полето е украсено с фигури на ангели, изображения на животни и птици. Често bas-de-page и главната миниатюра в пределите на една страница се изпълняват от различни художници. Същото може да се каже и за обрамчването на миниатюрите и инициалите.
- Майсторът на Нарбонския фриз. Поклонение на влъхвите. Национална библиотека, Париж
- Намирането на кръста – Майстор G